# Бозсу 2
Бозсу 2 (узб. Boʻzsuv 2) — палеолитическое местонахождение, на котором были обнаружены археологические находки мустьерской эпохи, раннего палеолита, мезолита и неолита. Находится на территории современной Ташкентской области в 28 км к Юго-Западу от Ташкента.
Анализ находок позволяет сделать вывод, что местонахождение являлось местом где велась частичная обработка каменных орудий и также служило стойбищем для первобытных людей, которые долгое время жили в каменном веке в нижнем течении Чирчика.

## Расположение
Расположено в урочище Шуралисай на берегу канала Бозсу к югу от палеолитического местонахождения Бозсу 1.

## Характеристика
Во вторичном залегании гравийно-галечного слоя, вымытого водами канала из более древних отложений, было обнаружено большое количество орудий труда и костей животных. Всего был собран 451 экземпляр предметов, среди которых нуклеусы разной стадии раскалывания из кремня, сланца, кремнистого известняка, кварцита и халцедона, пластины, массивные скребла, ручное рубильце, множество ножевидных орудий, относящиеся к мустьерской культуре, а также орудия позднепалеолитического и мезолитического периода. Ближайшие аналоги обнаруженных предметов были обнаружены на палеолитическом местонахождении Бозсу 1 и стоянке Кушилиш.

## История открытия и изучения
Обнаружено в 1954 году студентами геологического факультета САГУ — А. В. Головченко и О. И. Исламовым. Частичные раскопки производились в 1956 году. В том же году геологическую съёмку и сборы производил Г. Ф. Тетюхин. С 1955 по 1960 годы полевые работы вели юные краеведы под руководством Г. В. Парфёнова, обнаружившие большое количество каменных орудий и костей животных.